# Ghelna canadensis
Ghelna canadensis is een spinnensoort in de taxonomische indeling van de springspinnen (Salticidae).
Het dier behoort tot het geslacht Ghelna. De wetenschappelijke naam van de soort werd voor het eerst geldig gepubliceerd in 1897 door Nathan Banks.